# История Королёва

Город Королёв (до 1996 — город Калининград) — город в России, один из крупных промышленных центров Московской области, «столица мировой космонавтики».

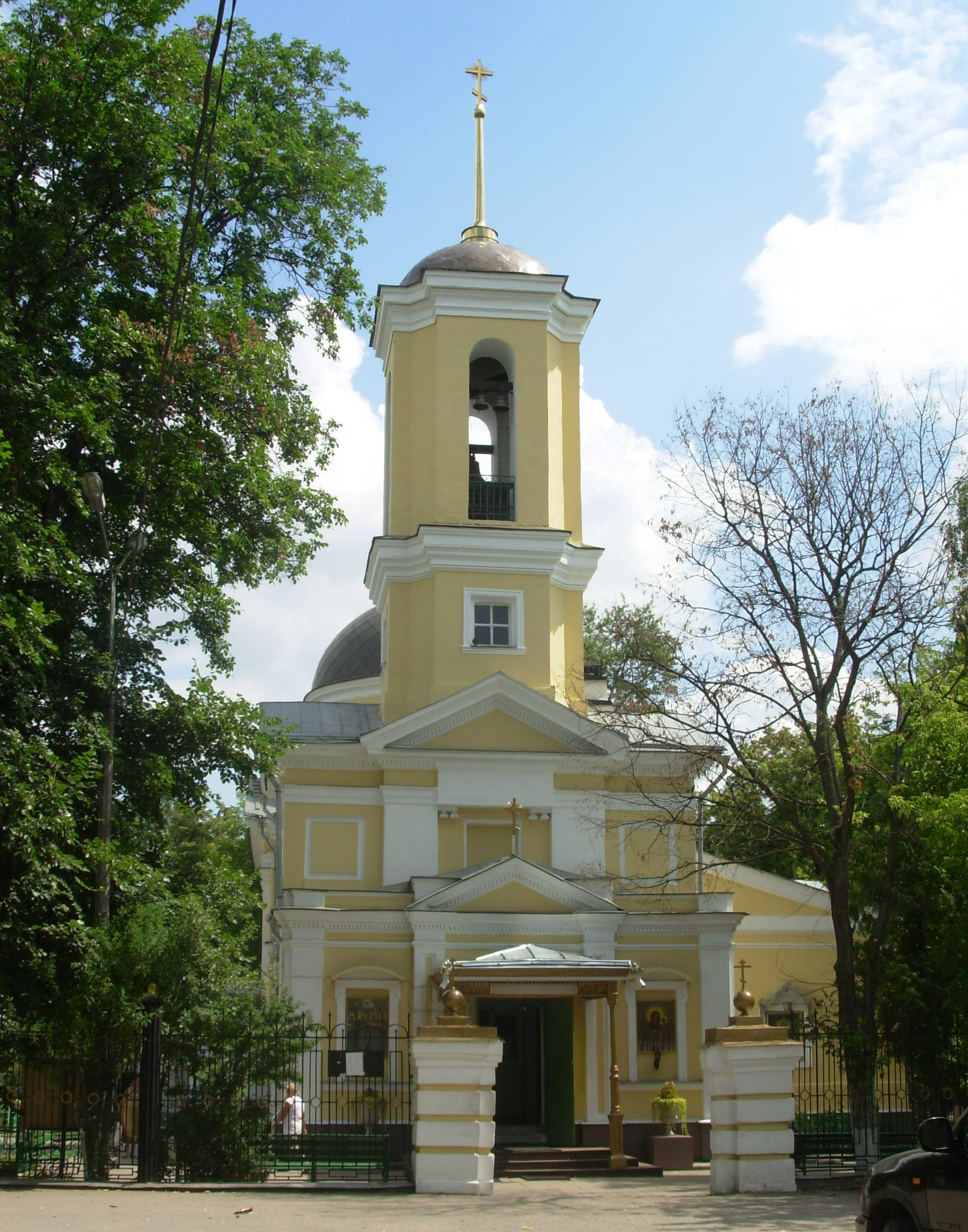
Церковь Косьмы и Дамиана в Болшево

Современный город Королёв состоит из районов: Подлипки, Болшево, Костино, Новые Подлипки, Первомайский, Юбилейный, Передовая Текстильщица, Оболдино, Торфопредприятие, Акулово, Погонный, Валентиновка. Площадь современного города составляет 5195 га.
Особенность развития города была обусловлена следующими факторами — близость к Москве, наличие железной дороги, Ярославского шоссе, реки Клязьмы, Акуловского водоканала и Лосиноостровского национального природного парка.

## Предыстория
Территория, на которой находится город Королёв, начала заселяться еще в 1 тысячелетии до нашей эры. Археологические раскопки у села Максимково обнаружили здесь дославянское поселение 1 тысячелетия до нашей эры.
В писцовых книгах первые упоминания о поселениях в районе города относится к 1573 году — первое упоминание о Болшеве. В 1613 году в Болшеве было три крестьянских двора, принадлежащие боярину Ф. И. Шереметьеву.
В 1680 году в Болшеве строится деревянный храм святых Козьмы и Демиана. Болшево стало селом. В 18 веке рядом с обветшавшим храмом строится новый — Церковь Косьмы и Дамиана. В церкви с 1878 года работал старостой Алексеев С. — отец знаменитого режиссёра К. Станиславского.
В 19 веке здесь строятся текстильные фабрики, усадьбы. На фабриках выпускают пряжу и кумач, которые расходится по всей стране. В 1883 году в Болшеве на средства князя Одоевского Петра Ивановича была открыта богадельня — жилье для престарелых женщин, позже — училище и приют для девочек. Богадельня просуществовала около 100 лет. Дом богадельни сохранился.
В районе города находилось село Любимовка. Здесь часто отдыхали А. П. Чехов и К. С. Станиславский, который впервые вышел здесь на сцену. В деревне Жуковка жил художник В. Д. Поленов, отдыхал художник К. А. Коровин.
В районе Куракино у реки Клязьма в имении купцов Сапожниковых с 1880 по 1898 годы жил основатель Третьяковской галереи Павел Михайлович Третьяков. Здесь бывали его друзья художники И. Е Репин, В. Г. Перов.

## 1910-е годы
...«Зелень, блестки, воздух ранний

Травы, мирр благоуханней,

Дали, радуг осиянней,-

Что прекрасней, что желанней

Долго жаждавшей мечте

Сердце - словно многогранней,

Исчезает жизнь в осанне

Этой вечной красоте!" ...
На месте нынешнего города Королёв располагался дачный посёлок Подлипки и железнодорожная станция Подлипки — Дачные. С 1914 г. началось развёртывание строительства предприятий и жилья для будущего завода «самоходов».
В этом же году открыта станция Подлипки Ярославской железной дороги. Сохранилась карта крестьянских владений близ станции Подлипки.
В деревне Бурково в 1915—1916 годах проводил летние месяцы с женой русский поэт В. Брюсов. Здесь он работал над окончанием Пушкинской поэмы «Египетские ночи». Здесь же написано его типичное стихотворение «Утренняя тишь».
В революционные годы заводы и фабрики в Подлипках были национализированы. Ввиду военной угрозы из Петрограда в Нижний Новгород, а затем в Подлипки в 1918 году был эвакуирован Орудийный завод.
см. также Костино (историческая часть Королёва)

## 1920 годы

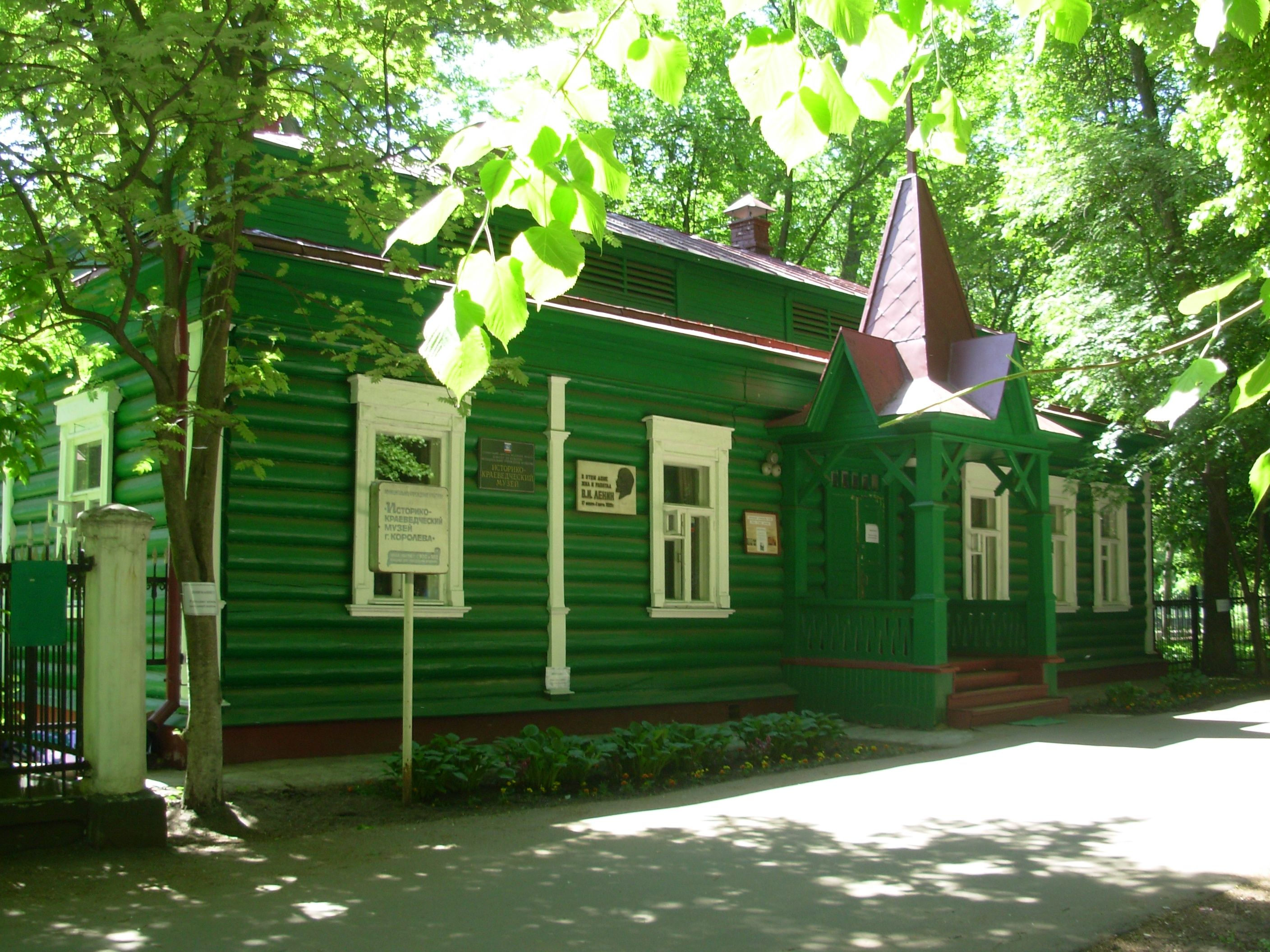
Дом-музей В. И. Ленина в Костино

В 1922 г. с 17 января по 1 марта в гостевом домике усадьбы района Королёва — Костино жил В. И. Ленин. Ленин тут находился в отпуске, часто ходил на охоту. Н. К. Крупская и М. И. Ульянова навещали его по субботам после работы. В Костино Лениным было написано и отправлено в Политбюро около 300 документов. Ныне здесь располагается Историко-краеведческий музей.
С 1924 года в этом районе размещалась Болшевская трудовая коммуна по перевоспитанию малолетних правонарушителей. Первых подростков привезли из колонии имени Розы Люксембург. Руководителем коммуны был педагог Ф. Г. Мелихов. При непосредственном участии членов коммуны были построены спортивно-обувная фабрика и спортивно-механический завод, где производились коньки, лыжи, теннисные ракетки, спортивная обувь и одежда под маркой «Болшевская трудкоммуна». Подростки также занимались спортом. Они построили стадион, на котором проходили международные футбольные встречи. В 1920-30-е годы в коммуне появились постройки жилого, общественного и производственного назначения.
В Болшевской трудкоммуне бывали А. М. Горький, Н. К. Крупская, К. Е. Ворошилов, С. М. Буденный, А. Н. Толстой, Б. Шоу, А. Барбюс.
В 1937—1938 годах коммуна была ликвидирована. Членов коммуны, у которых не закончился срок, вывезли в места заключения. Управляющий коммуны был арестован и расстрелян.
В 1925 году заработало ткацкое предприятие «1-мая», а на следующий год поселок при фабрике получил название Первомайский. В состав поселка вошли деревня Комаровка, Максимково, Старые Горки и деревня Баскаки. Ныне это Первомайский район Королёва.
В 1925 году утвержден Генеральный план развития посёлка при Заводе №8 им. М.И. Калинина. Проект исполнили братья Веснины. Были выделены средства на строительство рубленых домов по улице Ленина. В 1931 году построена Фабрика-кухня, а в 1932 г. – Баня-трактор (архитектор П.И. Клишев).
В 1928 году посёлок Подлипки был переименован в пос. Калининский.

## 1930-е годы
26 декабря 1938 г.  посёлок Калининский был преобразован в город Калининград. В городе проживало 28100 человек.
Первым председателем горсовета был В. И. Болдырев. Его именем была названа одна из улиц города.
В 1930 году в завокзальном районе города построен и заработал завод по производству динамо-реактивных (безоткатных) пушек. Директором завода был назначен Л. В. Курчевский. Через 7 лет Курчевский был арестован и в 1939 году расстрелян, а выпуск пушек прекращен. Цеха завода теперь находятся на территории РКК «Энергия».
С 1930 года в Болшево на базе переведённых из Москвы заводов «Авангард» и «Мосмет» начинает работу Болшевский машиностроительный завод. Завод выпускает котлы, молочные сепараторы, пищевое оборудование.
В июне 1939 года, после долгих лет эмиграции, Марина Ивановна Цветаева с сыном Георгием покидает Францию и возвращается в Россию к мужу и дочери, которые прибыли в Союз двумя годами ранее, в 1937-м. Ко времени приезда Цветаевой, 19 июня 1939 года, Сергей Яковлевич с дочерью Ариадной живут в подмосковном Болшеве в доме № 4/33 в поселке “Новый быт” (сегодня ул. Цветаевой, д.15). Здесь после двухлетней разлуки семья Цветаевых-Эфронов соединится в последний раз, здесь же близкие и родные люди расстанутся навеки. 27 августа 1939 года арестовали дочь Алю, 10 октября – мужа Сергея Эфрона. Цветаева остается с сыном одна. 8 ноября 1939 года Марина Цветаева навсегда покидает этот дом. В 1992 году, в год столетия со дня рождения Марины Цветаевой, в доме был открыт Мемориальный музей-квартира; в 2008 году музей получил статус «Мемориальной Дом-музей Марины Цветаевой в Болшеве».

## 1940-е годы

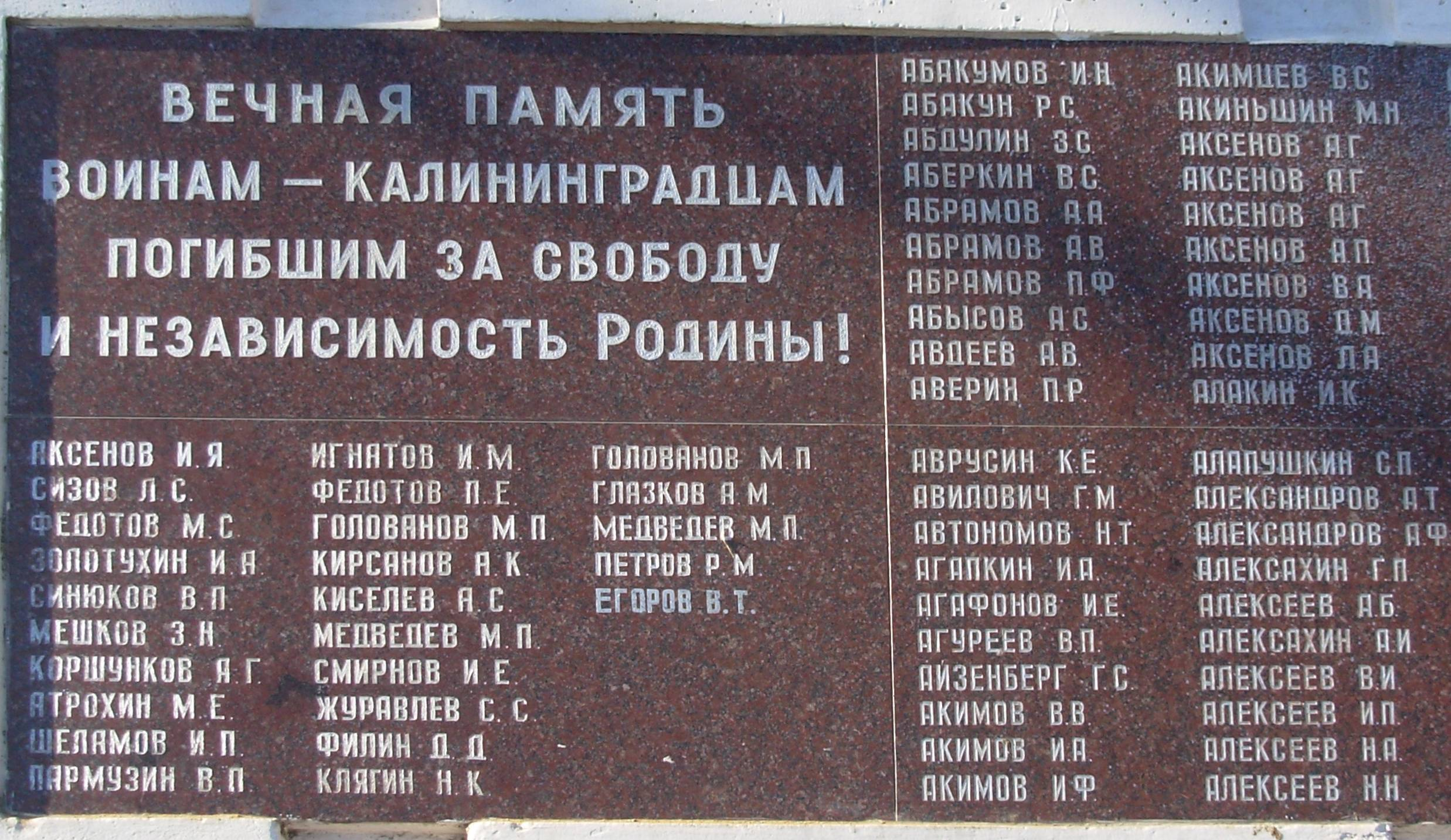
Калининградцы, погибшие в Великой Отечественной войне

В 1941 году из города выехали все крупные предприятия — в Свердловск, Красноярск, Воткинск, Кузнецк, а с ними две трети населения. Бывший Питерский орудийный завод (завод № 8) через 2 месяца после эвакуации уже выпустил более сотни пушек. после войны завод в Калининград не вернулся — остался в Свердловске.
В Калининграде во время войны в подвалах жилых домов работали мастерские по ремонту орудий. Текстильные фабрики не были эвакуированы и изготавливали шинельное сукно, маскировочные халаты, фуфайки, парашюты.
В 1942 году в Калининграде был построен ещё один завод — Калининградский машиностроительный завод (позже - КПО Ракетного вооружения «Стрела»; ныне - ОАО "Корпорация "Тактическое ракетное вооружение"), размещавшийся в Костино. Во время войны завод выпускал приборы для самолетов, замки к бомбодержателям, ремни пилотов. Для подготовки рабочих завода был открыт Калининградский машиностроительный техникум, училище, общежития в Костино.
На месте Болшевской трудовой коммуны была открыта больница, работающая и в настоящее время. Больше половины врачей больницы ушло на фронт. В больнице оставались только не подлежавшие призыву в армию (около 20 человек).
Во время войны четверо Калининградцев были удостоены звания Героев Советского Союза: Корсаков, Николай Павлович, Уткин, Валерий Степанович, Жуков, Николай Андреевич, Илюшин, Иван Яковлевич.
Удостоен звания Героя Советского Союза и бывший коммунар Болшевской трудовой коммуны Шкурдалов, Евгений Викторович, отличившийся в битве на Курской дуге под Прохоровкой.
После войны город решили сделать ядерным центром СССР, перевели на работу в Калининград академика Александрова. И только то обстоятельство, что через город проходит Акуловский водоканал, обеспечивающий водой Москву, изменило решение правительства.
С 1946 года началось активное строительство в центре города. Был построен квартал между улиц Фрунзе, Циолковского, Карла Маркса и Лесная. В домах, построенных по проектам выдающихся архитекторов XX столетия, поселились сотрудники и руководители образованного в 1946 году НИИ-88. Построен и заработал Костинский домостроительный комбинат. Продукция комбината — сборные жилые дома, столы, шкафы, кресла. Заработал филиал Дмитровской фирмы «Юность» по пошиву детской одежды.

## 1950-е годы
Начало развития крупнейшего в стране научно-производственного комплекса ракетного машиностроения, в состав которого вошли предприятия города: ЦНИИМАШ, РКК Энергия, КБ Химмаш, Центр управления космическими полетами, что позволило городу стать столицей российской космонавтики.
Главным конструктором ОКБ-1 был академик С. П. Королёв.
Построен стадион «Вымпел» с плавательным бассейном.
В 1950 году восстановлен и открыт городской парк, погибший под топорами жителей в 1941—1942 годах.
С 1936 по 1954 год в Болшево жил писатель, профессор ГИТИСа Дурылин, Сергей Николаевич. В Болшево Дурылин переехал жить по настоянию врачей (болезнь сердца). В дом Дурылина, построенного из взорванного в Москве Страстного монастыря, приезжали корифеи Малого и Художественного театров (Хмелев Н. П., Качалов В. И., А. А. Яблочкина), музыканты С. Рихтер, И.Козловский, С.Лемешев, поэт Б. Пастернак. Здесь и поныне хранятся личные вещи М. Н. Ермоловой, Г. Н. Федотовой, А. А. Яблочкиной. В настоящее время в городе работает музей-квартира Дурылина, одна из улиц города названа его именем.

## 1960-е годы
В 1960 г. в состав города был включён город Костино.
Построен Дворец культуры им. Калинина (ДиКЦ) с кинотеатром. Открывали Дворец культуры С. П. Королёв и Ю. А. Гагарин (в 1990-х годах на месте кинотеатра открыт Королёвский исторический музей). 
В 1962 году в Костино по инициативе М. П. Аржакова построен и открыт Дворец культуры имени В. И. Ленина (ДиКЦ "Костино")
В 1963 г. в состав города вошли посёлки городского типа Текстильщик и Первомайский, а также дачный посёлок Болшево.
Город развивался по генеральному плану, принятому в 1965 году.

## 1970-е годы
В городе застраивается 9-этажными зданиями проспект Королева, ул. Суворова.
Строительство первых трёх зданий МЖК и застройка проспекта Королёва. На строительстве работали молодые специалисты предприятий Калининграда — будущие жильцы. Инициативная группа МЖК во главе с С. С. Синицей была удостоена премии Ленинского Комсомола.
Завершилось строительство нового микрорайона — Комитетский Лес.

## 1980-е годы

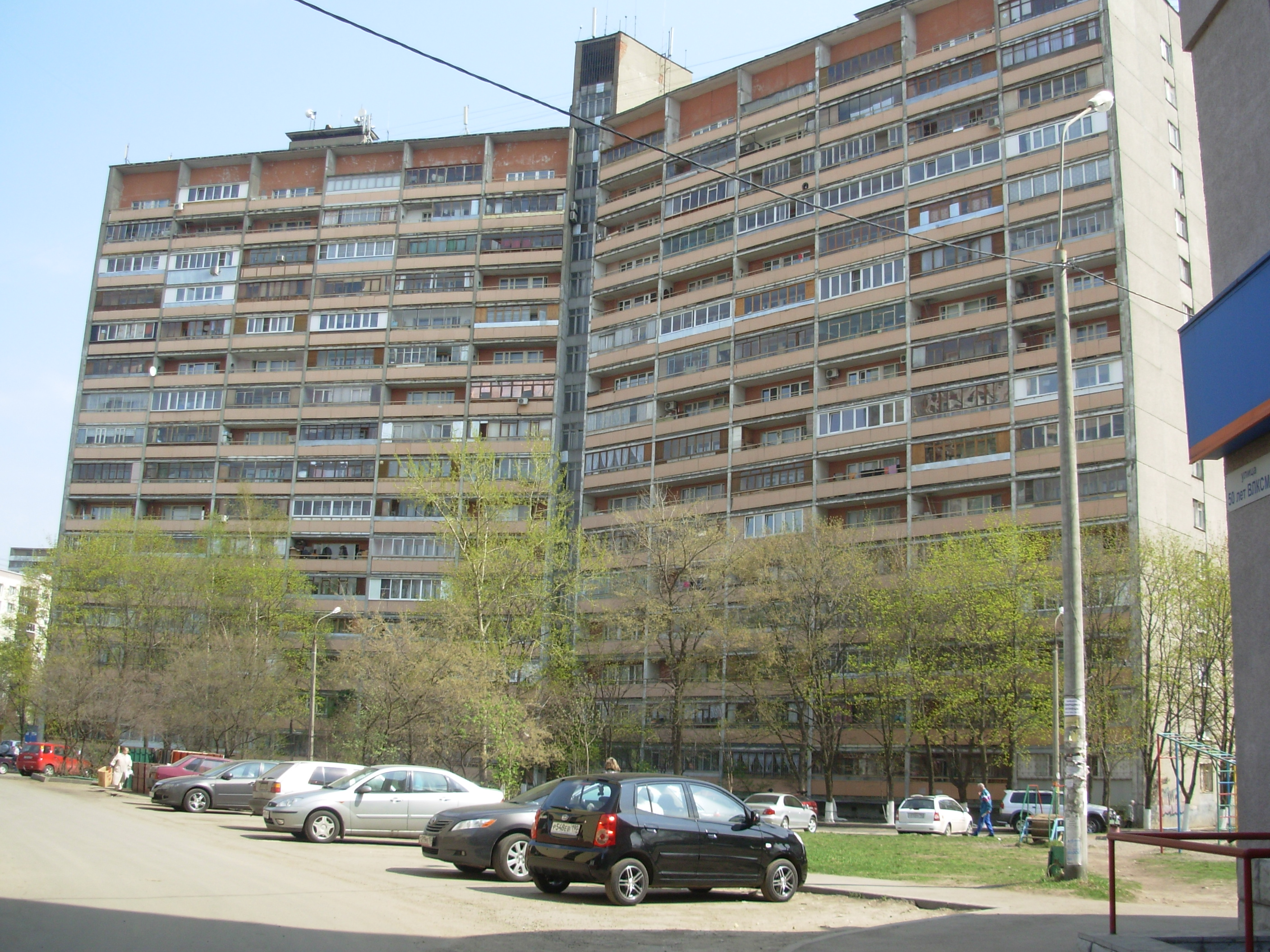
Вид на первый дом-«книжку» МЖК, 2011

Строительство второй очереди из шести зданий МЖК, застройка проспекта Космонавтов.
В 80-х годах продолжилось строительство МЖК на улицах им. 50-летия ВЛКСМ и Коммунистической.
Снесены 2-этажные сталинские дома, примыкавшие к улице Пионерской. Жители домов переселены на проспект Космонавтов.
Жители города озабочены сдачей макулатуры в открывшийся на ул. Пионерской магазин "Стимул". В обмен на сданные 20 кг. макулатуры житель получал право купить в магазине художественную книгу. Право на покупку книги обеспечивалось выдачей жителю абонемента с наклеенной маркой. Широкое общественное движение по сдаче макулатуры и получении прав на покупку книг охватило крупнейшие городские предприятия.

## 1990-е годы
В 1992 г. из состава города вышел город Юбилейный — военный городок с населением в 26 250 человек, расположенный в средней части территории, занимаемой Калининградом.
27 марта 1994 г. жители Калининграда на городском референдуме голосуют против переименования города, однако 8 июля 1996 г. Президент РФ Б. Ельцин указом № 1020, «поддерживая обращение коллективов предприятий и организаций г. Калининграда Московской области, а также Администрации города», переименовал Калининград в город Королёв. Здание горкома КПСС занимает городской суд. Администрация города переезжает в здание бывшей вечерней школы по адресу: г. Королёв, ул. Октябрьская, д.4
В 90-х годах большая часть дворов города заставляется временными металлическими гаражами «ракушками». Особенно много ракушек в новых районах города. На улице Силикатная вырастает целый городок ракушек.
В городе вводятся талоны на покупку продуктов питания, водки и сигарет. Каждый житель города мог купить в месяц не более 2 кг сахара, немного крупы, 2 пачки сигарет и поллитровую бутылку водки. Талоны на покупку сахара были напечатаны пишущей машинкой на простой бумаге, о чем было сообщено в газете «Калининградская правда». Возможностью напечатать талон воспользовались некоторые жители, пытавшиеся купить лишний килограмм сахара. Поскольку с 1992 года работники государственных предприятий не могли на свою зарплату купить хлеб, то на предприятиях были введены хлебные надбавки.
С 1997 года проводится акционирование крупнейших городских предприятий и скупка акций у работников как самими предприятиями так и многочисленными инвестиционными компаниями.
В городе заработал рынок жилья и земельных участков. Началась приватизация квартир, магазинов.

## 2000-е годы
Строительство комплекса 17-этажных домов на ул. Калининградская для работников севера России.
Массовые транспортные перевозки пассажиров в городе стали производить маршрутные такси.
В 2001 году Указом Президента РФ городу Королёву присвоено звание «Наукоград РФ». Утверждена Программа развития города Королёва как наукограда Российской Федерации.
В 2004 г. границы и площадь городской территории изменились. В 2004 году к Королёву с юга был присоединен участок территории национального парка «Лосиный остров».
В 2005 году открыт мост через железную дорогу в районе Болшево (вместо переезда).
В 2007-2008 годах на выезде из города на Ярославском шоссе построена транспортная развязка (которая не решила проблему въезда в город из-за узкой Пионерской улицы).
5 сентября 2008 года в город пущена скоростная электричка до ст. Болшево. Время в пути до Ярославского вокзала составляет 30 мин. Остановки в пути: Подлипки, Мытищи, Лосиноостровская. Цены на скоростную электричку намного выше, чем на обычную, поэтому скоростные поезда едут полупустыми.

## 2010-е годы

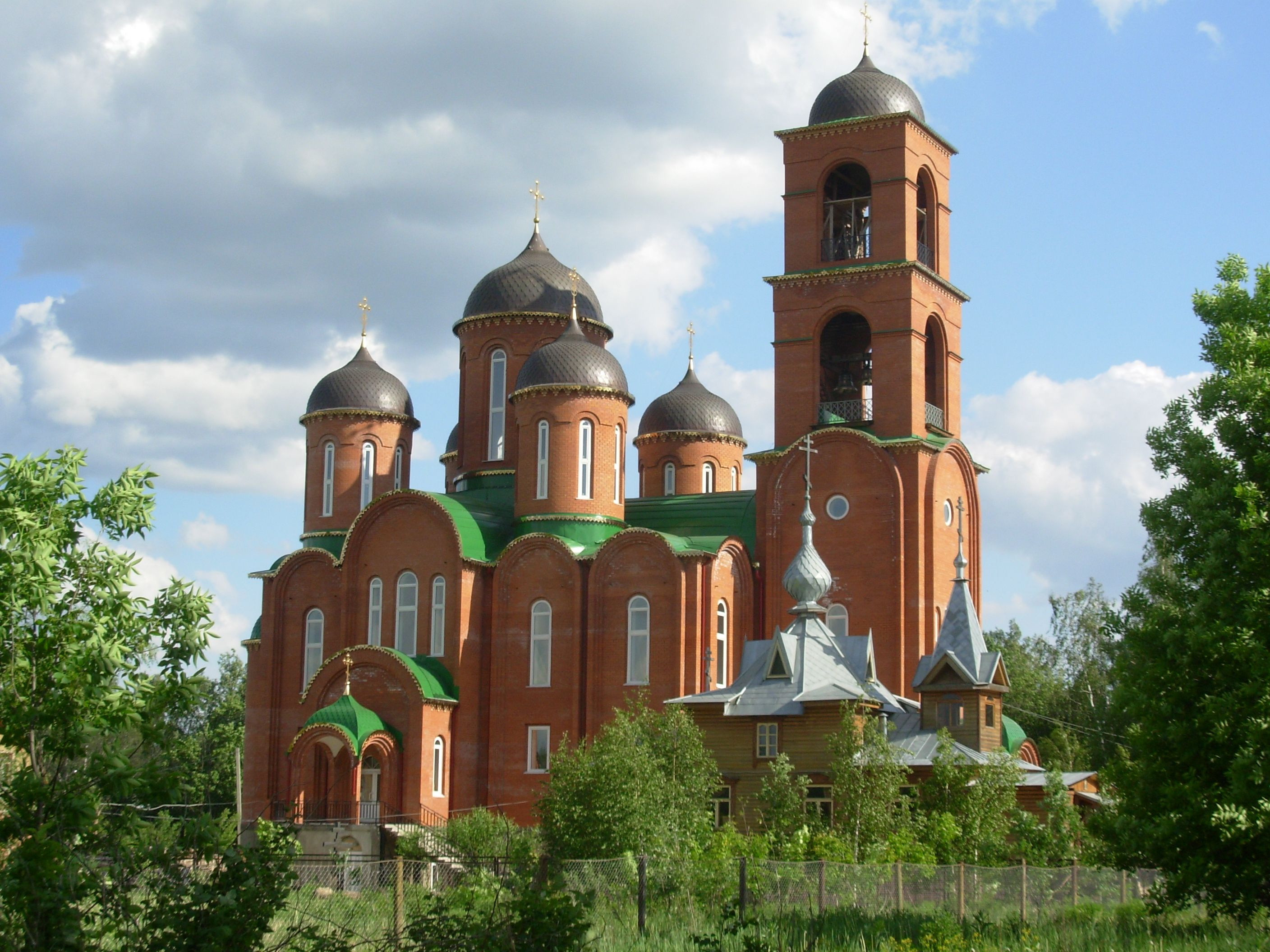
Свято-Троицкий храм в Королёве

В Королёве продолжается массовое строительство жилых домов на улице Ленина, Пионерская, торговых центров на проспектах Королёва и Космонавтов, строится Свято-Троицкий храм.
Город Королёв в районе Подлипок и Болшево ограничен по территории железной дорогой и Национальным парком Лосиный остров, свободных мест для строительства нет. Поэтому в городе проводится точечная застройка. Переданы под жилищное строительство часть территории РКК «Энергия» и военных городков, размещавшихся в Королёве.
На улице Богомолова завершается строительство центра управления орбитальной группировкой спутников GPS навигации Глонасс.
В 2011 году администрацией города разработан Генеральный план развития города до 2020 года. В соответствии с ним в качестве первоочередных задач до 2010 года предусмотрено:
- Строительство эстакады, соединяющей Болшевское шоссе с Ярославским в сторону Москвы.
- Реконструкция улицы Пионерской
- Комплексная застройка 12-17 кварталов в районе улиц Богомолова, Пионерская, Гагарина
- Строительство в микрорайоне Комитетский лес

После 2015 года:
- реконструкция микрорайона Текстильщик — строительство там 20 многоэтажных домов и снос ветхих строений
- расширение стадиона Металлист
- строительство дороги вдоль Акуловского водоканала

В 2012 году в городе на бывшей территории ДСК-160 открылся крупнейший в городе Магазин "Глобус" с торговыми площадями около 26 000 м².
В 2013 году с попустительства Администрации города активно развивается точечная застройка, в том числе без проведения публичных слушаний среди жителей (в частности строительство физкультурно-оздоровительного центра на кровле подземной автостоянки по адресу: ул. Горького, д. 14Г) а сейчас всё хорошо

## Руководство города
Председатели Исполкома Калининградского городского Совета депутатов трудящихся:
- Болдырев Василий Иванович (декабрь 1938 — июль 1943)
- Калинин Николай Иванович (июль 1943 — декабрь 1947)
- Бабушкина Валентина Алексеевна (январь 1948 — май 1951)
- Кузнецов Виктор Александрович (май 1951 — март 1955)
- Сергунькин Константин Иванович (март 1955 — февраль 1957)
- Ильин Михаил Никифорович (март 1957 — февраль 1961)

Председатели Исполкома Калининградского городского Совета депутатов трудящихся (после включения в город Калининград города Костино):
- Васильев Владимир Иванович (март 1961 — сентябрь 1964)
- Пустовойтенко Александра Андреевна (сентябрь 1964 — апрель 1975)
- Трубицин Виктор Ильич (апрель 1975 — ноябрь 1975)
- Перов Виталий Иванович (январь 1976 — сентябрь 1986)
- Манаенков Константин Григорьевич (сентябрь 1986 — июнь 1989)
- Морозенко Александр Фёдорович (даты уточняются)

Главы города Калининграда (в 1996 г. переименован в город Королёв):
- Чередниченко Игорь Иванович (декабрь 1991 — декабрь 1995)
- Морозенко Александр Фёдорович (1996 — 2011)[12]
- Капустян Андрей Борисович (2009—2011) — врем. исп. обязанности
- Минаков Валерий Александрович  (2011 — 2014);
- Мясоедов Валерий Владимирович (апрель 2014 — сентябрь 2014).

Главы городского округа Королёв (после объединения с городом Юбилейным):
- Ходырев Александр Николаевич (сентябрь 2014 — октябрь 2021)
- Трифонов Игорь Владимирович (ноябрь 2021 — н.в.)

## Почётные граждане Королёва
Звание почётного гражданина Королёва присвоено следующим жителям города:
Аржаков Михаил Петрович,
Белов Евгений Владимирович,
Богомолов Владислав Николаевич,
Борисенко Алексей Андреевич,
Бородкин Николай Мартынович,
Бунина Елизавета Михайловна,
Вачнадзе Вахтанг Дмитриевич,
Викулина Валентина Макаровна,
Глушко Валентин Петрович,
Грабин Василий Гаврилович,
Гречко Георгий Михайлович,
Егоров, Владимир Дмитриевич,
Жучков Николай Сергеевич,
Зеленщиков Николай Иванович,
Золотарёв Николай Арсентьевич,
Иванова Людмила Ивановна,
Исаев Алексей Михайлович,
Исаков Юрий Андреевич,
Караштин Владимир Михайлович,
Кармишин Александр Васильевич,
Конради Георгий Георгиевич,
Королёв Сергей Павлович,
Королёва Наталья Сергеевна,
Кубасов, Валерий Николаевич,
Кузьмина Валентина Ивановна,
Курбатов Василий Васильевич,
Леонов Алексей Архипович,
Мартыновский Аркадий Леонидович,
Мозжорин Юрий Александрович,
Муромцев Михаил Ильич,
Павлов Сергей Степанович,
Петров Виктор Фёдорович,
Позамантир Раиса Дмитриевна,
Полухин Валерий Александрович,
Попова Людмила Петровна,
Початова Мария Андреевна,
Пустовойтенко Александра Андреевна,
Пьянков Алексей Николаевич,
Родионов Борис Алексеевич,
Семёнов Юрий Павлович,
Славинский Александр Александрович,
Славуцкий Давид Аронович,
Стрекалов Александр Федорович,
Стрекалов Геннадий Михайлович,
Сулимов Олег Александрович,
Тесля Иван Дмитриевич,
Толочков Борис Александрович,
Трубицин Виктор Ильич,
Трухачёва Раиса Васильевна,
Фёдоров Иван Гаврилович,
Флёров Борис Николаевич,
Харитонова Анна Григорьевна,
Худенко Дмитрий Михайлович,
Черток Борис Евсеевич,
Шиманович Зинаида Ивановна,
Щепнов Борис Иосифович,
Мовсисян Тигран Варужанович,
Щербакова Людмила Сергеевна.

## Интересные факты
16 июля 1980 года во Дворце культуры имени В. И. Ленина (ДК Костино) состоялся последний концерт Владимира Высоцкого.
Центральная площадь города находится у ДК им. Калинина ( Улица Терешковой дом 1, рядом со станций Подлипки).
Изучением и описанием истории города Королёва и окрестностей занимались Р. Д. Позамантир, Л. К. Бондаренко, С. Мержанов, Ю. Сороколетов.